# Jitro (Sidra)

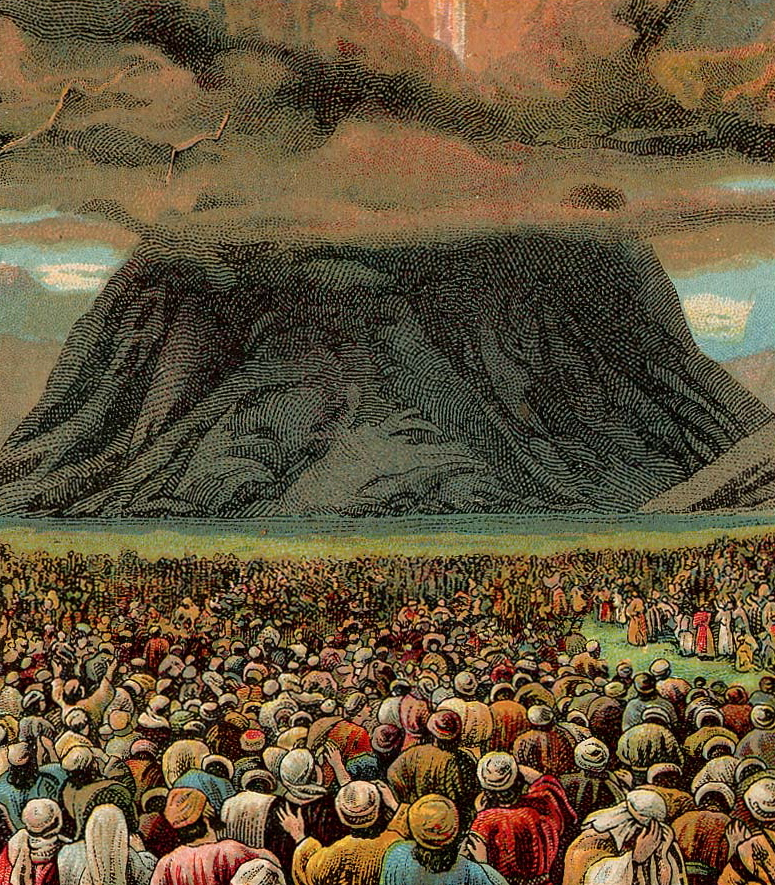
Verkündung der Zehn Gebote (Bibel-Illustration 1907)

Jitro (Biblisches Hebräisch יִתְרוֹ) bezeichnet einen Leseabschnitt (Parascha oder Sidra genannt) der Tora, benannt nach Jitro, dem Schwiegervater von Mose. Der Abschnitt umfasst den Text Exodus/Schemot 18–20 (18 , 19 , 20 ).
Es handelt sich um die Sidra des 3. oder 4. Schabbats im Monat Schewat.

## Wesentlicher Inhalt
- Besuch Jitros bei seinem Schwiegersohn Mose in der Wüste
- Jitros Ratschlag, Moses möge Obere einsetzen über Tausende, Hunderte, Fünfzig und Zehn
- Erwählung Israels zum besonderen Eigentum Gottes
- Verkündung der Zehn Gebote am Sinai

## Haftara
Die zugehörige Haftara ist nach aschkenasischem Ritus Jesaja 6-7,6 und 9,5–6 (6 , 7,1-6 ; 9,5-6 ), nach sephardischem Ritus nur Jes 6 .